# Čelechovice (Přerovi járás)
Čelechovice település Csehországban, Přerovi járásban. Čelechovice Kokory, Velký Týnec, Krčmaň, Majetín és Suchonice településekkel határos. Lakosainak száma 132 fő (2024. január 1.).

## Népesség
A település lakosságának változását az alábbi diagram mutatja:
| Lakosok száma | 147  | 156  | 185  | 134  | 94   | 118  | 118  | 125  | 130  | 132  |
|               | 1869 | 1900 | 1921 | 1961 | 1980 | 2011 | 2016 | 2019 | 2021 | 2024 |